# Club Esportiu Castelló 2003/04
La temporada 2003/04 va representar la 81a des de la fundació del CE Castelló. Com a la temporada anterior, l'equip entrenat per José Luis Oltra es va classificar per a la lligueta d'ascens (que es disputava per darrera vegada), però no pogué superar-la.

## Plantilla

### Jugadors
| Núm. | Pos. |                     | Jugador         | Procedència    | Temporada |
| ---- | ---- | ------------------- | --------------- | -------------- | --------- |
|      | POR  | Catalunya           | Raúl Jiménez    | Castelló B     | 2003/04   |
|      | POR  | Catalunya           | Xavi Oliva      | Nàstic         | 2002/03   |
|      | DEF  | País Valencià       | Dealbert        | Castelló B     | 2001/02   |
|      | DEF  | País Valencià       | Espeleta        | Mérida         | 2002/03   |
|      | DEF  | Galícia             | Miguel Figueira | Llevant        | 2001/02   |
|      | DEF  | País Valencià       | Mora            | Castelló B     | 2000/01   |
|      | DEF  | Comunitat de Madrid | Palacios        | Campomaiorense | 2001/02   |
|      | DEF  | Guinea Equatorial   | Rondo           | Elx            | 2003/04   |
|      | DEF  | Regió de Múrcia     | Verdú           | At. Madrid B   | 2003/04   |
|      | MIG  | País Valencià       | Castell         | Castelló B     | 2001/02   |
|      | MIG  | Andalusia           | Estévez         | Betis B        | 2002/03   |
|      | DAV  | País Valencià       | Fuentes         | Atlético B     | 2003/04   |
|      | MIG  | País Valencià       | Javi Sanchis    | Vila-real      | 1999/00   |

| No. | Posició |                     | Jugador        | Procedència | Temporada |
| --- | ------- | ------------------- | -------------- | ----------- | --------- |
|     | MIG     | Regió de Múrcia     | Juanjo         | Onda        | 2002/03   |
|     | MIG     | Guinea Equatorial   | Juvenal        | Racing      | 2003/04   |
|     | MIG     | Comunitat de Madrid | Melgar         | Elx         | 2003/04   |
|     | MIG     | Catalunya           | Ollés          | Hospitalet  | 2003/04   |
|     | MIG     | País Valencià       | Rafa Besalduch | Castelló B  | 2002/03   |
|     | MIG     | País Valencià       | Rodri          | Albacete    | 2003/04   |
|     | MIG     | Catalunya           | Xavi Gràcia    | Onda        | 2002/03   |
|     | DAV     | Castella - la Manxa | Eloy           | Córdoba     | 2003/04   |
|     | DAV     | País Valencià       | Marcos         | Jaén        | 2002/03   |
|     | DAV     | Andalusia           | Quero          | Zamora      | 2002/03   |
|     | DAV     | Catalunya           | Serrano        | Elx         | 2003/04   |
| F   | POR     | País Valencià       | Òscar Fornés   | Sant Mateu  | 2003/04   |
| F   | DEF     | País Valencià       | Ernesto Diago  | Castelló B  | 2002/03   |

- Rondo té la doble nacionalitat espanyola i equatoguineana  .
- Juvenal té la doble nacionalitat espanyola i equatoguineana  .

#### Altes
| Núm. | Posició |                   | Jugador | Procedència         | Preu   | Mercat |
| ---- | ------- | ----------------- | ------- | ------------------- | ------ | ------ |
|      | DEF     | Guinea Equatorial | Rondo   | Elche CF            | ?      | Estiu  |
|      | DEF     | Múrcia            | Verdú   | Atlético B          | ?      | Estiu  |
|      | MIG     | País Valencià     | Fuentes | Atlético B          | ?      | Estiu  |
|      | MIG     | Madrid            | Melgar  | Elche CF            | ?      | Estiu  |
|      | MIG     | Catalunya         | Ollés   | CE l'Hospitalet     | ?      | Estiu  |
|      | MIG     | País Valencià     | Rodri   | Albacete Balompié   | ?      | Estiu  |
|      | DAV     | Castella-La Manxa | Eloy    | Córdoba CF          | ?      | Estiu  |
|      | DAV     | Catalunya         | Serrano | Elche CF            | ?      | Estiu  |
|      | MIG     | Andalusia         | Estévez | Betis B             | Cessió | Hivern |
|      | MIG     | Guinea Equatorial | Juvenal | Racing de Santander | ?      | Hivern |

#### Baixes
| Núm. | Posició |                   | Jugador         | Destinació                             | Preu         | Mercat |
| ---- | ------- | ----------------- | --------------- | -------------------------------------- | ------------ | ------ |
|      | POR     | Extremadura       | Manu Cantero    | Jerez CF                               | ?            | Estiu  |
|      | POR     | Madrid            | Medina          | UD San Sebastián de los Reyes          | ?            | Estiu  |
|      | DEF     | País Valencià     | Javi Cuevas     | Mérida UD                              | ?            | Estiu  |
|      | DEF     | Andalusia         | Paco Mije       | Zamora CF                              | ?            | Estiu  |
|      | MIG     | País Valencià     | Abel Buades     | Gimnàstic de Tarragona                 | ?            | Estiu  |
|      | MIG     | Castella-La Manxa | Chito           | Burgos CF                              | ?            | Estiu  |
|      | MIG     | País Valencià     | Héctor Mohedo   | CD Onda                                | ?            | Estiu  |
|      | MIG     | País Valencià     | Juan Navarro    | CD Numancia                            | ?            | Estiu  |
|      | MIG     | País Valencià     | Roberto Tomás   | CD Calahorra                           | ?            | Estiu  |
|      | DAV     | Aragó             | Paco Salillas   | CD Alagón                              | ?            | Estiu  |
|      | DAV     | Melilla           | Nacho Aznar     | Atlético B / Universidad de Las Palmas | Fi de cessió | Estiu  |
|      | DAV     | País Valencià     | Vicente Roberto | CD Eldense                             | ?            | Estiu  |
|      | MIG     | Madrid            | Melgar          | CD Leganés                             | ?            | Hivern |
|      | DAV     | Andalusia         | Quero           | CD Linares                             | ?            | Hivern |

### Cos tècnic
- Entrenador: José Luis Oltra.
- Segon entrenador: Emili Isierte
- Preparador físic: Jorge Simó.
- Metge: Luís Tàrrega i Pedro Javier Serrano.
- Fisioterapèuta: Pablo Granell i Alfonso Calvo.
- Director esportiu: Fernando Gómez Colomer.
- Secretari tècnic: Pepe Heredia.